# Bourg-Sainte-Marie
Bourg-Sainte-Marie è un comune francese di 99 abitanti situato nel dipartimento dell'Alta Marna nella regione del Grand Est.

## Società

### Evoluzione demografica
Abitanti censiti